# Garamba
Garamba je národní park v Demokratické republice Kongo. Byl založen v roce 1938 a v současné době patří k nejstarším národním parkům v celém Kongu. Park je domovem jedněch z posledních volně žijících nosorožců tuponosých severních, kteří jsou však ohrožováni pytláctvím.
V roce 1980 byl park zařazen na seznam světového dědictví UNESCO, od roku 1984 (s přestávkou mezi lety 1992–1996) je veden i na seznamu světového dědictví v ohrožení.